# Segunda División de Catar 2019-20
Fue la temporada XXXIV de la Segunda División de Catar en la que juegan 8 equipos con 3 rondas de 7 partidos cada ronda, el equipo en la posición 1 ascendió directamente a la Primera División de Catar llamada Qatar Stars League y el equipo en la posición 2 jugará un partido contra el equipo que quede en la posición 11 de la Qatar Stars League.

## Equipos participantes
| - Al-Kharitiytah - Al-Bidda - Al Markhiya - Muaither | - Al-Mesaimmer - Al-Shamal - Lusail City - Al-Waab |

## Tabla de posiciones
Actualizado el 24 de agosto de 2020.
| #  | EQUIPO                    | PJ | PG | PE | PP | GF | GC | DG  | PTS | Notas                            |
| -- | ------------------------- | -- | -- | -- | -- | -- | -- | --- | --- | -------------------------------- |
| 1º | Al-Kharitiyath SC (C) (A) | 18 | 10 | 7  | 1  | 38 | 15 | +23 | 37  | Asciende a la Qatar Stars League |
| 2º | Al-Markhiya SC (Q)        | 18 | 9  | 4  | 5  | 30 | 21 | +9  | 31  | Playoff de ascenso               |
| 3º | Al-Shamal SC              | 18 | 7  | 6  | 5  | 29 | 23 | +6  | 27  |                                  |
| 4º | Al-Mesaimeer SC           | 18 | 7  | 5  | 6  | 33 | 29 | +4  | 26  |                                  |
| 5º | Muaither SC               | 18 | 6  | 5  | 7  | 26 | 19 | +7  | 23  |                                  |
| 6º | Al Bidda SC               | 14 | 8  | 3  | 3  | 21 | 14 | +7  | 27  | Declinó                          |
| 7º | Lusail City FC            | 14 | 3  | 1  | 10 | 13 | 26 | -13 | 10  | Declinó                          |
| 8º | Al-Waab FC                | 14 | 0  | 1  | 13 | 2  | 45 | -43 | 1   | Declinó                          |

## Playoff de ascenso
El partido de promoción y descenso se jugó el 28 agosto. El ganador jugará la Stars League de Catar 2020-21 y el perdedor jugará la Segunda División de Catar 2020-21.
|  | Al-Khor SC                               | 2:0 (0:0) (t. s.) | Al-Markhiya SC | Estadio Al Khor, Al-Khor                                        |                                                                 |
|  | Ahmen Hamoudan 99' · Abdulla Nasser 112' | Reporte           |                | Asistencia: 0 espectadores Árbitro(s): Khamis Mohamed Al Kuwari | Asistencia: 0 espectadores Árbitro(s): Khamis Mohamed Al Kuwari |